# Acartophthalmus bicolor
Acartophthalmus bicolor är en tvåvingeart som beskrevs av Oldenberg 1910. Acartophthalmus bicolor ingår i släktet Acartophthalmus och familjen lövbuskflugor. Arten är reproducerande i Sverige. Inga underarter finns listade i Catalogue of Life.